# Paul Duquesnel
Paul Duquesnel est un homme politique français né le 29 août 1860 à Paris et décédé le 2 septembre 1948 à Maisons-Laffitte (Seine-et-Oise, actuellement Yvelines).

## Biographie
Avocat, comme son père, puis magistrat à partir de 1885, il s'engage ensuite dans la vie politique en 1902, lorsqu'il est élu au conseil municipal de Montigny (alors distinct de Maignelay), avant d'en être le maire.
Candidat aux législatives en 1898, il est battu, mais entre au Palais Bourbon lors de l'élection suivante, en 1902.
Républicain « progressiste », opposé au radicaux, il se prononce notamment contre la Loi de séparation des églises et de l'État en 1905.
Battu lors des élections de 1906, il ne se représente pas en 1910, et, après un ultime échec en 1914, prend sa retraite politique.
Il meurt en 1948.

## Sources
- « Paul Duquesnel », dans le Dictionnaire des parlementaires français (1889-1940), sous la direction de Jean Jolly, PUF, 1960 [détail de l’édition]